# Кейл Браунінґ
Кейл Браунінґ (англ. Kayle Browning, нар. 9 липня 1992) — американський стрілець, срібна призерка Олімпійських ігор 2020 року.

## Виступи на Олімпіадах
| Олімпіада  | Дисципліна | Місце |
| ---------- | ---------- | ----- |
| Токіо 2020 | трап       | 2     |

## Зовнішні посилання
- Кейл Браунінґ [Архівовано 6 вересня 2018 у Wayback Machine.] на сайті ISSF

1. 1 2  Olympedia — 2006.